# Yamaha FZ1
La Yamaha FZ1 è una motocicletta di tipo naked prodotta dalla casa motociclistica giapponese Yamaha dal 2001 al 2015.
Dotata di un motore a quattro cilindri in linea da 998 cm³ e una forcella a steli rovesciati, la moto è stata costruita in due generazioni di cui la prima inizialmente chiamata FZS 1000 Fazer o Fazer 1000 (2001-2005) e la seconda denominata FZ1 Fazer (2006–2015).

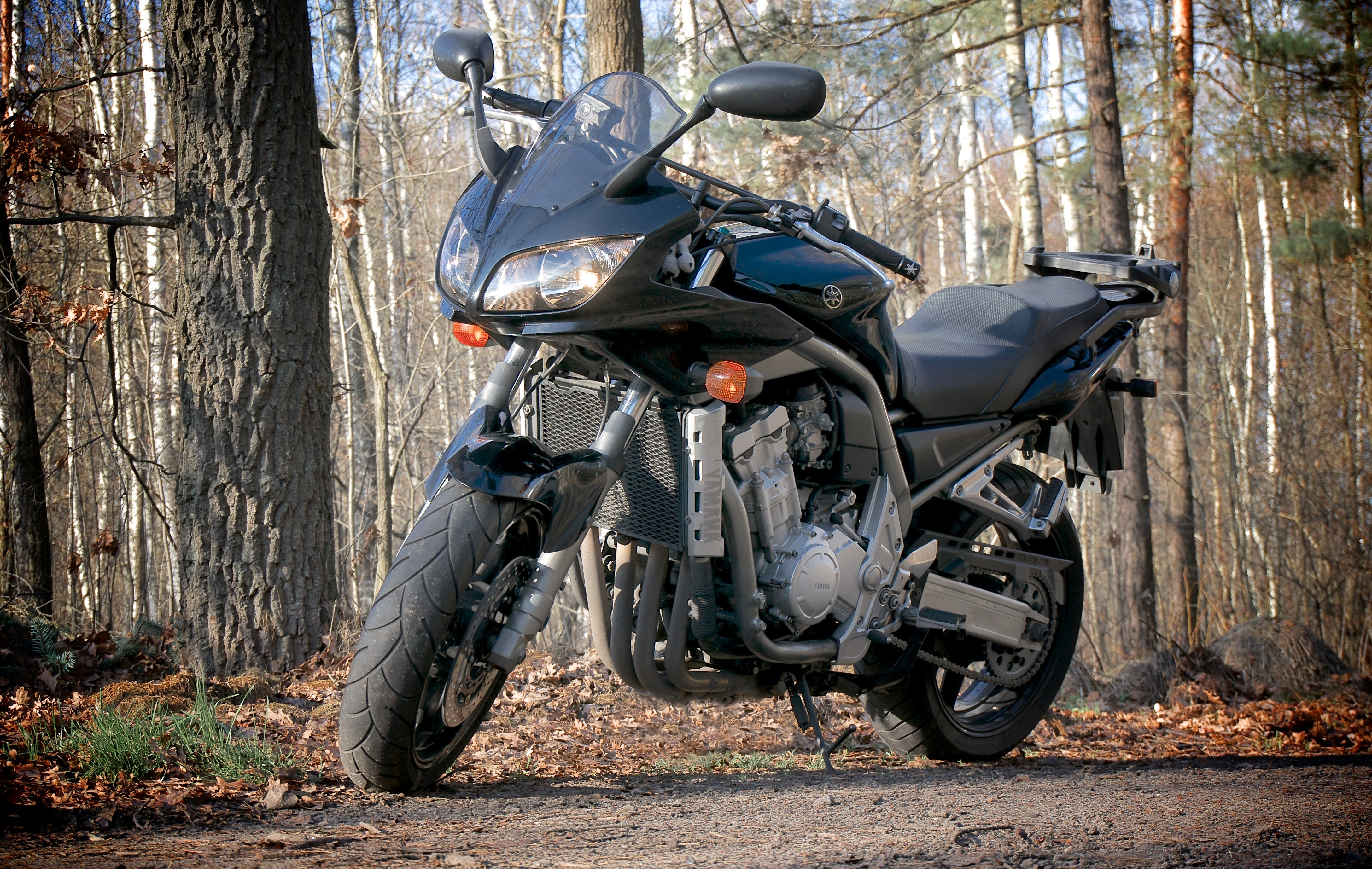
Yamaha FZS 1000S Fazer 1ª serie 2002

## Prima generazione (FZS 1000 Fazer; 2001-2005)
La prima generazione, che viene chiamata FZ1 negli Stati Uniti e 'FZS 1000 Fazer in Europa, si caratterizza per avere il telaio tubolare in acciaio, il motore derivato dalla YZF-R1 con testata a 5 valvole per cilindri per un totale di 20 e l'alimentazione a carburatore. Questa generazione nel corso degli anni è rimasta praticamente invariata, ad eccezione dell'introduzione della versione FZS 1000S che aveva il motore di colore nero e in alcuni paesi europei nel 2005 è stata dotata di catalizzatori.

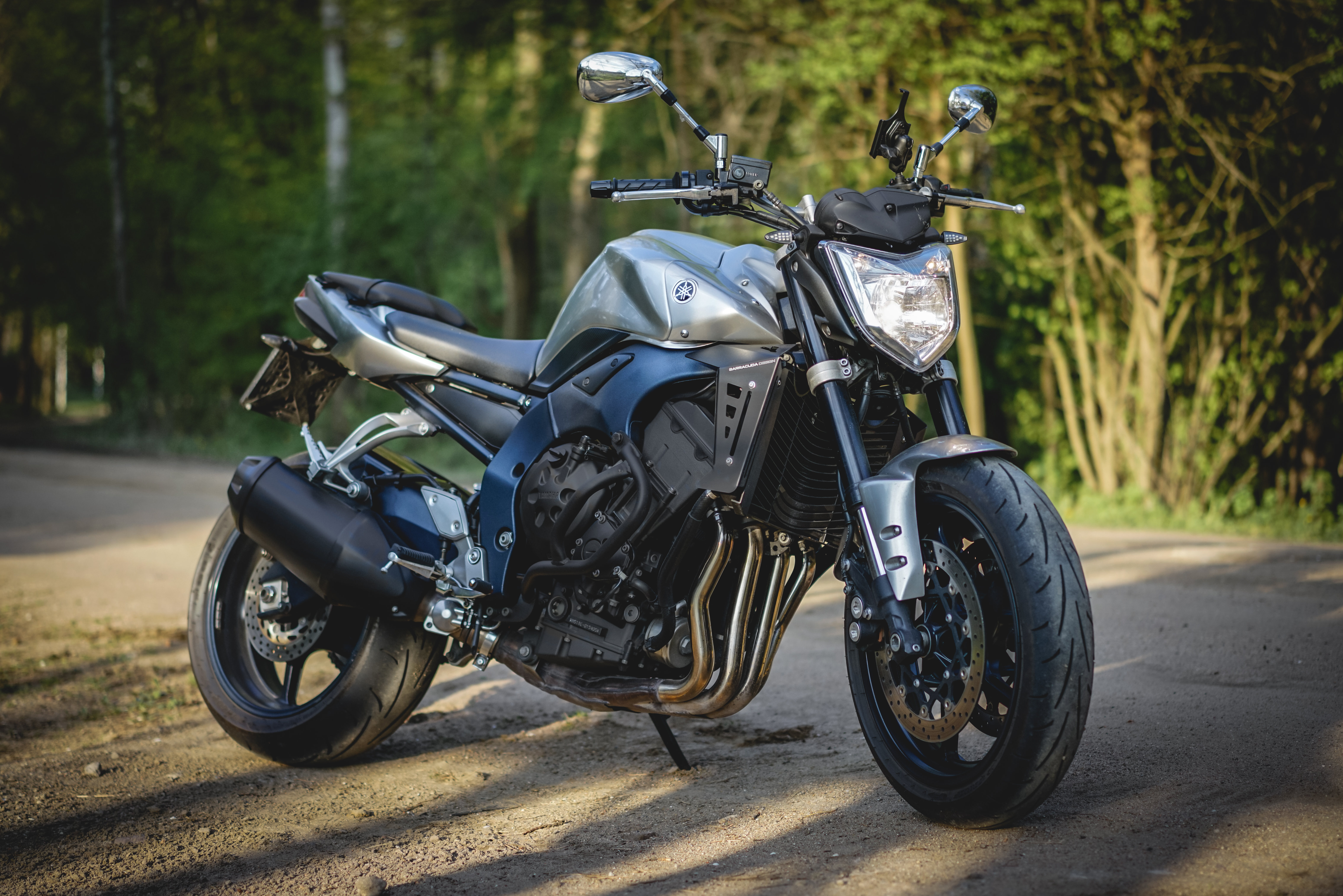
Yamaha FZS 1000S Fazer 1ª serie 2002

## Seconda generazione (FZ1 Fazer; 2006-2015)
Nel 2006 la moto è stata completamente riprogettata. In Europa e in altri mercati, è stata venduta in due distinte versioni: semicarenata nota come FZ1-S Fazer e in versione naked (senza carenatura) nota come FZ1-N. Le modifiche principali rispetto alla vecchia serie includevano nuovi telaio, sospensioni, carrozzeria e motore. Il telaio con struttura a diamante in alluminio pressofuso con il motore come elemento portante, ha sostituito il precedente telaio tubolare in acciaio. Il nuovo motore  conservava la distribuzione DOHC a 20 valvole ma erogava 150 CV ed è stato sviluppato da quello della YZF-R1 del 2004-2006, con una messo a punto specifica per migliorare la coppia ai medi regimi. Le principali modifiche sono state effettuate al volano più pesante del 40% e al contralbero di bilanciamento. Inoltre ci sono nuovi alberi a camme che migliorano le prestazioni ai regimi più bassi e la quinta e sesta marcia del cambio più lunghe. 

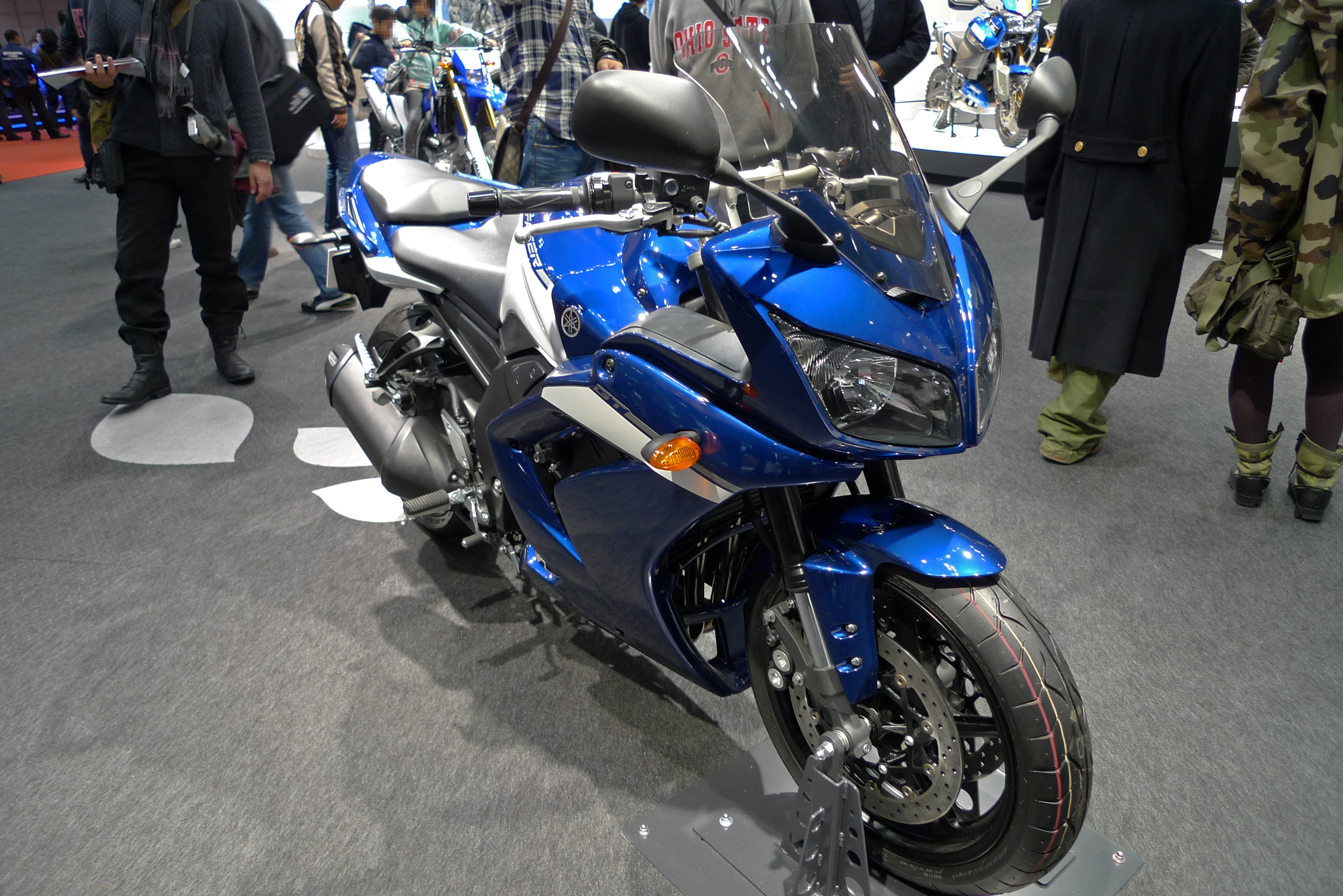
Yamaha FZ1 FAZER GT 2011

Questa generazione del corso degli anni ha subìto svariate modifiche.
Nel 2006 è stata montata una molla posteriore più rigida. Nel 2007 la molla dell'ammortizzatore posteriore è stata nuovamente modificata e ammorbidita, il sistema di iniezione del carburante aggiornato ed è stato risolto un problema all'acceleratore rallentando l'apertura secondaria della farfalla. Nel 2010 la mappatura dell'ECU è stata rivista per ottenere una migliore risposta dell'acceleratore ai regimi medi. Nel 2011 la mappatura dell'ECU è stata nuovamente rivista per una migliore risposta dell'acceleratore a regimi bassi. Nel 2014-2015 la mappatura dell'ECU è stata oggetto di altre modifiche per migliorare l'erogazione ai medi regimi. 
Nel 2015 ne è stata interrotta la produzione. In Europa, la naked FZ1-N e la semicarenata FZ1-S Fazer sono state sostituite dalla MT-10.

## Riepilogo versioni
|                          | 2001-2004 | 2005 | 2006-2007 | 2008-2009 | 2010-2012 |
| Motore                   | Motore | Motore | Motore | Motore | Motore |
| ------------------------ | --- | --- | --- | --- | --- |
| Tipologia                | 998 cm³, raffreddato a liquido, 20 valvole, DOHC, quattro cilindri in linea | 998 cm³, raffreddato a liquido, 20 valvole, DOHC, quattro cilindri in linea | 998 cm³, raffreddato a liquido, 20 valvole, DOHC, quattro cilindri in linea | 998 cm³, raffreddato a liquido, 20 valvole, DOHC, quattro cilindri in linea | 998 cm³, raffreddato a liquido, 20 valvole, DOHC, quattro cilindri in linea |
| Alesaggio x Corsa        | 74 x 58 mm | 74 x 58 mm | 77 x 53,6 mm | 77 x 53,6 mm | 77 x 53,6 mm |
| Alimentazione            | (4) CV Mikuni da 37 mm (modello BSR37 x 4) con sensore di posizione della valvola a farfalla (TPS) | (4) CV Mikuni da 37 mm (modello BSR37 x 4) con sensore di posizione della valvola a farfalla (TPS) | Iniezione elettronica del carburante basata su ECU Mikuni R1 a 32 bit, corpi farfallati da 45 mm con sensore di posizione della valvola a farfalla (TPS)                                   | Iniezione elettronica del carburante basata su ECU Mikuni R1 a 32 bit, corpi farfallati da 45 mm con sensore di posizione della valvola a farfalla (TPS)                                   | Iniezione elettronica del carburante basata su ECU Mikuni R1 a 32 bit, corpi farfallati da 45 mm con sensore di posizione della valvola a farfalla (TPS)                                   |
| Rapporto di compressione | 11.4:1 | 11.4:1 | 11,5:1 | 11,5:1 | 11,5:1 |
| Trasmissione finale      | Catena | Catena | Catena | Catena | Catena |
| Accensione               | TCI digitale | TCI digitale | Digital TCI: Accensione controllata da transistor con ECU a 32 bit | Digital TCI: Accensione controllata da transistor con ECU a 32 bit | Digital TCI: Accensione controllata da transistor con ECU a 32 bit |
| Cambio                   | a 6 marce con frizione multidisco | a 6 marce con frizione multidisco | a 6 marce con frizione multidisco | a 6 marce con frizione multidisco | a 6 marce con frizione multidisco |
| Prestazioni              | | | | | |
| Potenza                  | 93,1 kW (124,9 CV) (alla ruota) | | 110 kW (150 CV) (dichiarato) 94,4 kW (126,6 CV) (alla ruota) | 94,13 kW (126,23 CV) (alla ruota) | 95,7 kW (128,3 CV) (alla ruota) |
| Coppia                   | 100,2 N⋅m (alla ruota) | | 89,1 N⋅m (alla ruota) | 88,36 N⋅m (alla ruota) | 90,4 N⋅m (alla ruota) |
| Velocità massima         | 154 mph (248 chilometri all'ora) | | 154 mph (248 chilometri all'ora) | 153,6 mph (247,2 chilometri all'ora) | 160 mph (260 chilometri all'ora) |
| Meccanica                | | | | | |
| Freni anteriori          | Doppio disco flottante da 298 mm con pinze a 4 pistoncini | Doppio disco flottante da 298 mm con pinze a 4 pistoncini | Doppio disco flottante da 320 mm con pinze Sumitomo monoblocco forgiate a 4 pistoncini | Doppio disco flottante da 320 mm con pinze Sumitomo monoblocco forgiate a 4 pistoncini | Doppio disco flottante da 320 mm con pinze Sumitomo monoblocco forgiate a 4 pistoncini |
| Freni posteriori         | Disco singolo da 267 mm con pinza a 2 pistoncini | Disco singolo da 267 mm con pinza a 2 pistoncini | Disco da 245 mm con pinza Nissin a singolo pistoncino | Disco da 245 mm con pinza Nissin a singolo pistoncino | Disco da 245 mm con pinza Nissin a singolo pistoncino |
| Sospensione anteriore    | Forcella telescopica da 43 mm con precarico regolabile, smorzamento in compressione e in estensione; corsa di 142 mm                                                                                   | Forcella telescopica da 43 mm con precarico regolabile, smorzamento in compressione e in estensione; corsa di 142 mm                                                                                   | Forcella USD telescopica Kayaba da 43 mm in stile MotoGP con precarico regolabile, smorzamento in compressione (stelo sinistro), smorzamento in estensione (stelo destro); corsa di 130 mm | Forcella USD telescopica Kayaba da 43 mm in stile MotoGP con precarico regolabile, smorzamento in compressione (stelo sinistro), smorzamento in estensione (stelo destro); corsa di 130 mm | Forcella USD telescopica Kayaba da 43 mm in stile MotoGP con precarico regolabile, smorzamento in compressione (stelo sinistro), smorzamento in estensione (stelo destro); corsa di 130 mm |
| Sospensione posteriore   | Ammortizzatore singolo con serbatoio piggyback e precarico regolabile, compressione regolabile e smorzamento in estensione regolabile; molla elicoidale con ammortizzatore a gas-olio; corsa di 135 mm | Ammortizzatore singolo con serbatoio piggyback e precarico regolabile, compressione regolabile e smorzamento in estensione regolabile; molla elicoidale con ammortizzatore a gas-olio; corsa di 135 mm | Monoammortizzatore Kayaba a singolo con precarico molla regolabile; corsa di 130 mm | Monoammortizzatore Kayaba a singolo con precarico molla regolabile; corsa di 130 mm | Monoammortizzatore Kayaba a singolo con precarico molla regolabile; corsa di 130 mm |
| Pneumatici anteriori     | 120/70-ZR17 (58W) | 120/70-ZR17 (58W) | 120/70-ZR17 (58W) | 120/70-ZR17 (58W) | 120/70-ZR17 (58W) |
| Pneumatici posteriori    | 180/55-ZR17 (73W) | 180/55-ZR17 (73W) | 190/50-ZR17 | 190/50-ZR17 | 190/50-ZR17 |
| Dimensioni               | | | | | |
| Lunghezza                | 2126 mm | 2126 mm | 2141 mm | 2141 mm | 2141 mm |
| Larghezza                | 765 mm | 765 mm | 770 mm | 770 mm | 770 mm |
| Altezza                  | 1191 mm | 1191 mm | 1204 mm | 1204 mm | 1204 mm |
| Altezza sella            | 820 mm | 820 mm | 815 mm | 815 mm | 815 mm |
| Interasse                | 1450 mm | 1450 mm | 1460 mm | 1460 mm | 1460 mm |
| Inclinazione motore      | 26,0° | 26,0° | 25,0° | 25,0° | 25,0° |
| Serbatoio                | 21 litri; riserva da 4 litri | 21 litri; riserva da 4 litri | 18 litri; eiserva da 3,4 litri | 18 litri; eiserva da 3,4 litri | 18 litri; eiserva da 3,4 litri |
| Liquido refrigerante     | Radiatore da 2,4 litri; serbatoio da 0,3 l | Radiatore da 2,4 litri; serbatoio da 0,3 l | Radiatore da 2,25 l; serbatoio da 0,25 l | Radiatore da 2,25 l; serbatoio da 0,25 l | Radiatore da 2,25 l; serbatoio da 0,25 l |
| Peso a secco             | 208 kg | 208 kg | 199 kg | 199 kg | 200 kg |
| Peso in ordine di marcia | 231 kg | 230 kg | 220 kg | 220 kg | 221 kg |